# Kamienica (dopływ Nysy Kłodzkiej)
Kamienica (czes. Bílá voda, niem. Kamitzbach) – górski potok w Czechach i w południowej Polsce, prawy dopływ Nysy Kłodzkiej.
Inne nazwy: Kamienna, Kamienicki potok, Bílý Potok (czes.) i Biała Woda. Kamienica swój początek bierze w Czechach,  w północno-zachodniej  części łańcucha  Gór Złotych  w dwóch źródłach.  Źródło zachodnie wypływa z zalesionych borem świerkowym  zboczy Krowiej Góry (806 m.),  natomiast zachodnie pomiędzy szczytem Borówkowej (900 m.) a wierzchołkiem z grupą skalną  Biała Skała (864 m.) Po około 300 metrach i znacznym spadku cieki łączą się  spływając  na północ w głęboką, zalesioną buczyną dolinę (cz. Hluboký Důl).  Potok w dalszej części mija od północy szczyty: jeleń (702 m) i Malnik (576 m) oraz od zachodu Muflon (573). Pierwszą osadą zlokalizowaną nad Kamienicą jest Karlovy (Karlshof), obecnie nieistniejąca.  Niżej Kamienica gwałtownie zmienia bieg w kierunku wschodnim,  gdzie osiąga ulokowaną wzdłuż doliny  część  wiejską  Białej Wody  oraz niżej miejską.  Dalej Kamienica  przekracza granicę państwa i tracąc na swoim spadku wypływa na Przedgórze Paczkowskie. Tutaj potok płynie  wzdłuż całej wsi Kamienica, dzielnicę Paczkówek (dawny Bogunów), przepływa przez północno-zachodnią część Paczkowa uchodząc do Nysy Kłodzkiej pomiędzy sztucznym zbiornikiem Zalewem Paczkowskim a północnymi przedmieściami Paczkowa.
Kamienica na odcinku 7,4 km płynie Czechach oraz 7,6 w Polsce. Czeska część zlewni obejmuje 12,12 km² i jest zamieszkana przez około pół tysiąca mieszkańców, natomiast polska przez ponad 10 tysięcy. Średnia prędkość przepływu potoku mierzona na granicy państw wynosi 0,156 m/s. Po czeskiej stronie, na jednym z niewielkich dopływów zbudowany jest zbiornik retencyjny małej pojemności. Na całym polskim i częściowo czeskim odcinku jest uregulowana.

## Powodzie
Kamienica  wielokrotnie występowała ze swoich brzegów, głównie w dolnym biegu łącznie z Nysą Kłodzką (zalewając przede wszystkim przedmieścia Paczkowa) i środkowym (zalewając Kamienicę). Kroniki odnotowują powodzie w 1333, 1501, 1539, 1560, 1602, 1775 roku oraz aż dwie w 1777 (w lutym i maju). Miasto było zalewane kilkakrotnie w XIX oraz dwukrotnie w XX wieku (w 1938 oraz 1997 roku. Przyczyną powodzi w głównej mierze była Nysa Kłodzka, jednak zachowało się źródło dowodzące, że również i potok powodował ogromne zniszczenia: „(…) Kamitzbach na odcinku Paczków – Złoty Stok w kierunku Kamienicy wypełnił się rwącym nurtem (…) Strumyk przerodził się we wściekły nurt, był w stałym przyborze i wystąpił z brzegów, oraz zagroził wszystkim przyległym domom (…) masy wody porwały ze sobą mosty, płoty, stajnie, drewno budowlane itp. Szczególnie groźne było położenie przy moście na Kamienicy przy (dzisiaj ulica Pocztowa w Paczkowie). Tutaj nurt mógł zaledwie pomieścić się pod łukiem mostu, zerwał masywne mury i wyrwał kawałek gruntu (…) Następnie fala powodziowa wyrwała z korzeniami wielometrowej wysokości drzewa, wszystko co leżało na jej drodze – ogrody, parcele – zostało pod wodą. W Kamienicy droga częściowo została podmyta tak, że można było poruszać się tylko jedną stroną (…) Nie było światła z powodu zerwania przez powódź masztów przesyłowych. (…)Potok w obrębie miasta wyżłobił sobie nowe koryto."Powódź w 1997 roku w znacznej części uszkodziła utwardzone brzegi, wodospady, mosty, w wielu miejscach podmyła drogę biegnącą przy rzece i wystąpiła wraz z dopływami z brzegów zalewając zlokalizowane przy korycie tereny.

## Fauna
W Kamienicy po II Wojnie Światowej żyły  Lipienie oraz Strzeble potokowe, lecz na skutek braku kanalizacji domostw położonych nad ciekiem oraz kłusownictwa prawdopodobnie całkowicie wyginęły. Potok jest zanieczyszczony. Obecnie w Kamienicy i jej dopływach spotykane są:
- Pstrąg potokowy,
- Śliz,
- Koza,
- Strzebla błotna
- Kiełb

## Dopływy
- Jelenský potok
- Kamenička
- Olchowiec
- Wierzbica
- Głośny potok
- Panský potok

## Turystyka
Niemal wzdłuż całej długości potoku, w części czeskiej,  przebiega zielony szlak turystyczny (od byłego przejścia małego ruchu granicznego Złoty Stok/Bílá Voda do  drogowego przejścia granicznego Bílý Potok/Paczków.

## Regulacja
Koryto Kamienicy jest częściowo uregulowane po stronie czeskiej oraz po stronie polskiej na całej długości swojego biegu. Brzegi umocniono kamiennymi brzegosłonami, opaskami brzegowymi oraz kilkunastoma progami wodnymi (pionowymi oraz ukośnymi) o wysokości poziomów 1-5 m. Po powodzi w 1997 roku zniszczone umocnienia brzegowe oraz progi wodne odbudowano. Brzeg cieku, na odcinkach od kilku do kilkunastu metrów poniżej wszystkich progów wodnych umocniono nadając im formę klauz.